# Sextiliarda
Sextiliarda je základní číslovka, která označuje číslo 1039 v evropské dlouhé škále. Používá se velmi málo. Pro takto vysoký násobek ani není určena SI předpona.